# Chlorotettix rugicollis
Chlorotettix rugicollis är en insektsart som beskrevs av Ball 1903. Chlorotettix rugicollis ingår i släktet Chlorotettix och familjen dvärgstritar. Inga underarter finns listade i Catalogue of Life.